# Kažymukan Munajtpasov
Kažymukan Munajtpasov (kazašsky Қажымұқан Мұңайтпасұлы; 7. dubna 1871 aul Karaotkel, Akmolinská oblast Ruské impérium – 12. srpna 1948 kolchoz Lenin Tuy, Jihokazašská oblast, Sovětský svaz) byl kazašský a sovětský zápasník a cirkusový umělec. Opakovaně (v letech 1909, 1911, 1913 a 1914) se stal mezi profesionály mistrem světa v klasickém stylu. Stal se prvním Kazachem, který získal titul mistra světa v klasickém zápase, mnohokrát zvítězil na světových, ruských, regionálních a poté všesvazových mistrovstvích v řecko-římském zápase mezi těžkými vahami. Je držitelem zhruba padesáti ocenění a medailí různých stupňů.